# König Drosselbart

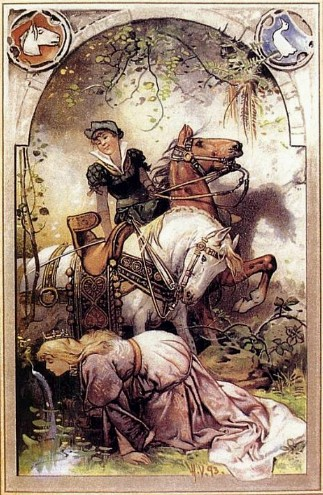
König Drosselbart. Illustration von K. Vogel, 1893

König Drosselbart ist ein Märchen (ATU 900). Es steht in den Kinder- und Hausmärchen der Brüder Grimm an Stelle 52 (KHM 52). Bis zur 2. Auflage schrieb sich der Titel König Droßelbart.

## Inhalt

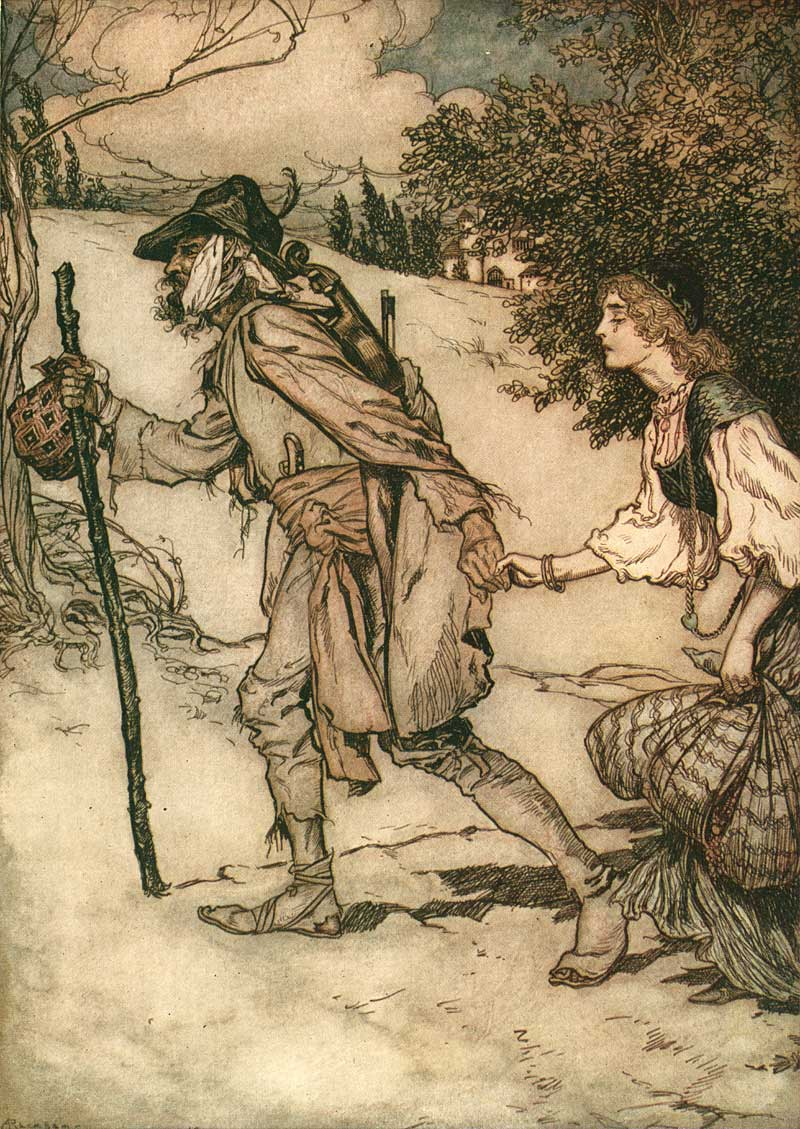
Illustration von Arthur Rackham, 1909

Eine Königstochter verhöhnt alle geladenen Freier, besonders einen König mit schiefem Kinn, seither genannt „Drosselbart“. Zornig gibt ihr Vater sie einem bettelnden Spielmann zur Frau, der sie zu sich heimführt. Unterwegs bewundert sie schöne Besitzungen und erfährt, dass alles König „Drosselbart“ gehört, woraufhin sie ihre abweisende Haltung Drosselbart gegenüber bereut. Die Königstochter muss nun im Häuschen des Spielmanns arbeiten, der ihre Unfähigkeit betont. Weil ihr Flechten und Spinnen misslingt, muss sie Geschirr auf dem Markt anbieten. Die Leute kaufen gern, doch beim zweiten Mal zerbricht ihr ein vermeintlich betrunkener Husar zu Pferde die Ware. Ihr Mann schimpft mit ihr und schickt sie als Küchenmagd ins Königsschloss, wo sie aushilft und Essensreste heimbringt. Bei der Hochzeit des Königspaares will sie lediglich zuschauen, doch König Drosselbart zerrt sie auf die Tanzfläche, wobei ihr die an diesem Tag gestohlenen Essensreste aus den Taschen fallen. Sie versucht zu fliehen, doch Drosselbart holt sie auf der Treppe ein und gibt sich als ihr Mann, der vermeintliche Bettler, zu erkennen. Er hatte sich als Spielmann verkleidet, um ihren Hochmut zu strafen, und war auch der Husar gewesen. Am Ende feiern sie Hochzeit.

## Stil

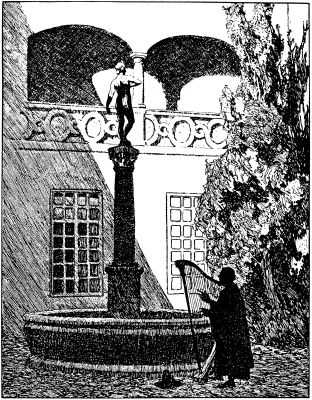
Illustration von Otto Ubbelohde, 1909

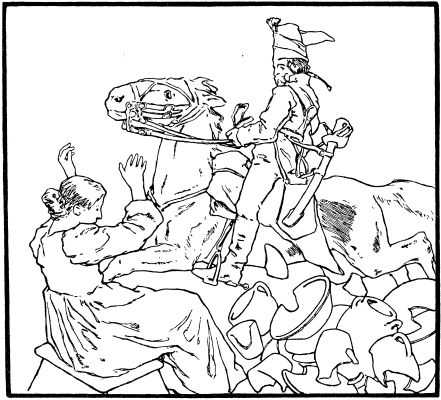
Illustration von Otto Ubbelohde, 1909

Das Märchen erhält schwankhafte Züge durch die spitzen Reden der Königstochter („das Weinfaß!“ etc.) und ihre Ahnungslosigkeit. Unterwegs sagt sie:

„ach, wem gehört der schöne Wald?“ [1. Aufl.: „ach, wem gehört doch…“]

„Der gehört dem König Drosselbart;

hättst du’n genommen, so wär er dein.“

„Ich arme Jungfer zart,

ach, hätt ich genommen den König Drosselbart!“ [1. Aufl.: „ach hätt' ich doch genommen…“]

„wem gehört die schöne grüne Wiese?“ [1. Aufl.: „wem gehört wohl…“]

„Sie gehört dem König Drosselbart;

hättst du’n genommen, so wär sie dein.“

„Ich arme Jungfer zart,

ach, hätt ich genommen den König Drosselbart!“ [1. Aufl.: „ach hätt' ich doch genommen…“]

„wem gehört diese schöne große Stadt?“ [bis 5. Aufl.: „wem gehört wohl…“]

„Sie gehört dem König Drosselbart;

hättst du’n genommen, so wär sie dein.“

„Ich arme Jungfer zart,

ach, hätt ich genommen den König Drosselbart!“ [1. Aufl.: „ach hätt' ich doch genommen…“]

„ach, Gott, was ist das Haus so klein! [bis 5. Aufl.: „ach Gott, was für ein Häuselein“]

wem mag das elende winzige Häuschen sein?“

Die Demütigungen steigern sich vom Anblick der Güter und des Häuschens zu den niederen Arbeiten und Angst vor Spott durch „Leute aus meines Vaters Reich“ auf dem Markt. Wilhelm Grimm rundete den Schluss durch die erneute Beschämung mit zerbrechenden Töpfen vor dem Hofstaat und abschließende Reue: „…sie war so beschämt, daß sie sich lieber tausend Klafter unter die Erde gewünscht hätte“ (vgl. KHM 47); „Ich wollte, du und ich, wir wären auch dabei gewesen“ (vgl. KHM 134).

## Herkunft

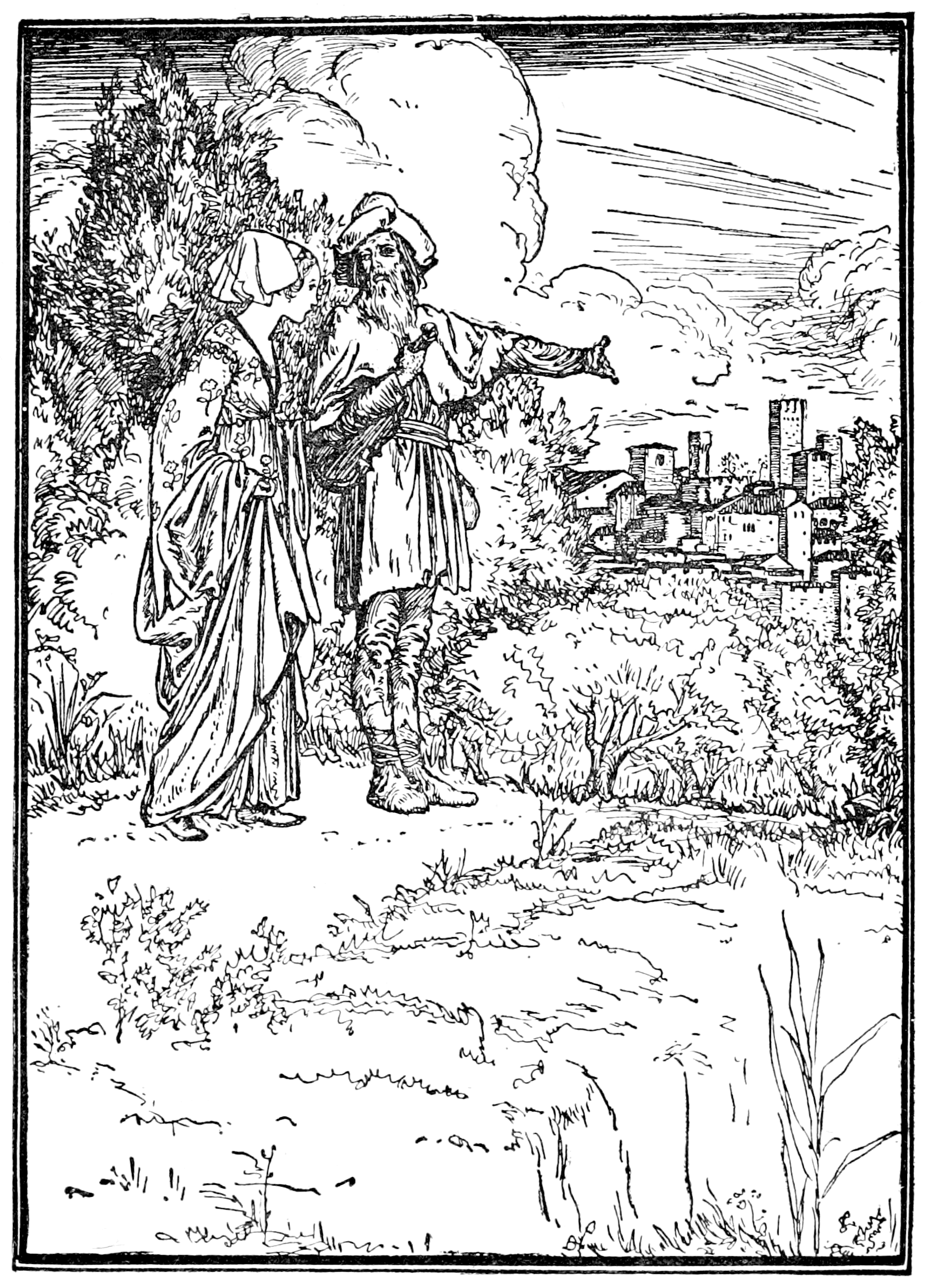
Illustration von Robert Anning Bell, 1912

Jacob Grimms handschriftliche Urfassung von 1810 (nach Familie Hassenpflug) ist im Erstdruck von 1812 (nach Dortchen Wild) durch den Hochzeitsbesuch am Schluss, die Zwischenepisode mit Flechten und Spinnen, außerdem mehr wörtliche Reden und Reime ausgeschmückt. Die Fülle redensartlicher Schmähungen der Freier, die ab der 2. Auflage 1819 zu Anfang steht, stammt offenbar aus einer Fassung aus „dem Paderbörnischen“ (wohl nach Ludowine von Haxthausen), deren Beginn die Anmerkung wiedergibt: Sie sieht durchs Fenster, wie der Spielmann mit goldenem Rädchen und Häspelchen musiziert. Als kein Goldschmied ihres Vaters dergleichen machen kann, verspricht sie für das Geheimnis die Heirat. In einer vierten Erzählung (vielleicht nach Friederike Mannel) muss Bröselbart raten, von welchem Tier ein Fell stammt, rät absichtlich falsch und kommt als Bettler wieder (vgl. Prinzessin mit der Laus). Grimms nennen noch Pröhles Kindermärchen Nr. 2, Basiles Pentameron IV,10 Der bestrafte Hochmut, norwegisch bei Asbjörnsen Thl. 2 Hakon Borkenbart, ein „Lied von Nithard“ (Beneke Beiträge S. 291).
Hans-Jörg Uther nennt als Vorläufer die mittelhochdeutsche Märe Diu halbe bir und die isländische Clárus saga aus dem 13. bzw. 14. Jahrhundert, sowie in Basiles Pentameron IV,10 Der bestrafte Hochmut, vgl. ferner I,5 Der Floh, III,1 Cannetella. Dass der Vater die Demütigung erzwingt, ist erstmals durch Grimms Fassung belegt, vgl. KHM 1 Der Froschkönig oder der eiserne Heinrich, KHM 111 Der gelernte Jäger. Vgl. KHM 71 Sechse kommen durch die ganze Welt, KHM 134 Die sechs Diener, KHM 191 Das Meerhäschen; Luigi Alamannis Die Gräfin von Toulouse; William Shakespeares Der Widerspenstigen Zähmung. Rache und Verführung durch den abgewiesenen Werber ist eine beliebte Grundkonstellation mittelalterlicher Schwank- und Märenliteratur. Die zänkische Weiberrede hat literarische Tradition und ähnelt hier stark Von den meiden in Hugo von Trimbergs Der Renner (zu „der Zinshahn!“ vgl. KHM 179). Walter Scherf vergleicht andere Fassungen. Offenbar im Hinblick auf die kindgerechte kleine Ausgabe der Kinder- und Hausmärchen wählte Wilhelm Grimm grade diesen einfachen Text, der nun so bekannt ist.
Eine slowakische Version wurde zudem von Pavol Dobšinský veröffentlicht, die im Deutschen als König Feuerbart und Goldhaar in dem Buch Der verwunschene Wald (Bratislava 1976) erschien.

## Husaren-Anekdote
Zur Husarenszene gibt es folgende bekannte Erzählung: Eines Abends ritt Fürst Leopold von Anhalt-Dessau die Dessauer Spittelstraße entlang. Als er an den Topfwarenhändlerinnen vorbeikam, fragte er diese, wie denn das Geschäft bisher gewesen sei. Die Händlerinnen beklagten sich, dass das Geschäft schlecht liefe. Daraufhin ritt der Fürst mitten in die Waren hinein, so dass bald nur noch Scherben zu sehen waren. Je stärker die Frauen nun protestierten, desto ungestümer verhielt sich ihr Landesherr, so dass am Ende kein einziges Stück mehr intakt gewesen sein soll. Daraufhin forderte der Fürst die Händlerinnen auf, gleich mit auf das Schloss zu kommen, wo er den angerichteten Schaden beglich, so dass sie letztendlich doch noch ein gutes Geschäft gemacht hatten. Es ist überliefert, dass die Brüder Grimm von dieser Begebenheit gehört haben.

## „Drosselbart“
Unter einem „Drosselbart“ verstand man eine Bartform, bei der – wie z. B. bei Richard Wagner und Baron Haussmann – das Gesicht insgesamt glatt rasiert war und der Bart nur unter dem Kinn und an Hals und Kehle stehen blieb. „Drossel“ ist eine veraltete Bezeichnung der „Gurgel“ bzw. Hals und Kehle, noch erhalten im Wort „erdrosseln“ sowie in der Jägersprache (dort als Luftröhre des Wildes). Dass der König ein schiefes Gesicht, ähnlich dem krummen Schnabel einer Drossel, gehabt hätte, lässt sich aus dem Namen daher nicht herleiten; hierbei kann es sich um eine auf Unkenntnis der Bartform beruhende Verfälschung der Erzählung handeln.[Quelle?] Die Ablehnung des Königs durch das Mädchen war dann reine Geschmackssache, und die Kritik an ihr richtet sich darauf, dass sie einen Mann allein wegen einer nebensächlichen Äußerlichkeit ablehnt.

## Deutung

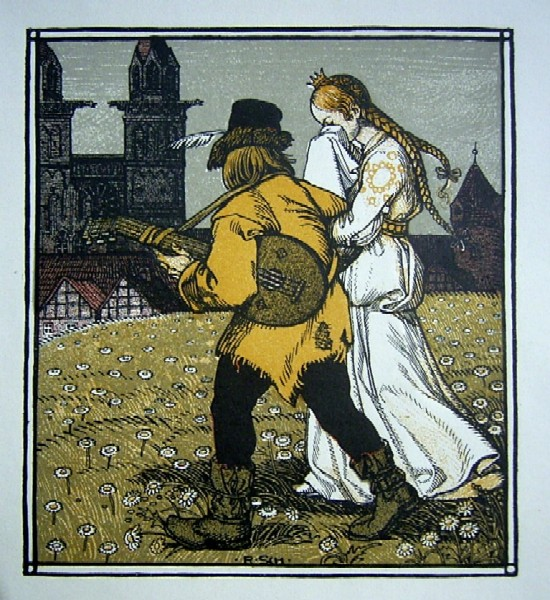
Illustration von Rudolf Schiestl

Aus der Textgeschichte schließt Ines Köhler-Zülch, dass die Erzähler vor Leichtsinn und Hochmut warnen, den Wert von Arbeit und Demut hervorheben oder soziale Ungleichheit thematisieren wollten, oder es handelt sich um Männerphantasien vom Brechen der Frau. Der Erzähler kann mehr ihre Erziehung oder die männliche Rache in den Vordergrund stellen.
Edzard Storck versteht das Nicht-Wollen als Sündenfall, Geistiges verkehrt sich in Natürliches, aus Einheit wird Vielheit. Flechten läutert das Gefühl, Spinnen das Denken, der Markt das Wollen, der Leib ist zerbrechlich (Weish 15,7 , 2 Kor 4,7 , Ps 2,9 , Offb 2,27 ). Drosselbart sei der Mensch in Gott, den verlorenen Sohn heimführend (Offb 3,19 , Mt 13,12 , Jer 31,21 , Apg 17,22 , Eph 2,13 , Eph 2,8 ). Laut Hedwig von Beit beruht die Ablehnung der Freier auf unbewusster Vateridentifikation (Animus), was zu Isolation führt, die andererseits durch die Animusgestalt des fremden Bettlers durchbrochen wird. Sein Bart verweist in anderen Fassungen auf Teufel oder Odin, seine Musik verführt oder aber führt zum Selbst. Die Entrückung konfrontiert zugleich mit realer Härte des Lebens. Statt männlicher Selbstherrlichkeit wird nun ihre Weiblichkeit ebenfalls zunächst übertrieben exponiert. Das führt zu erneuten Affektausbrüchen, bis die auseinandergerissenen Gegensätze, naturhafte und geistige Anteile auf höherer Ebene integriert werden (Hochzeit). Die weibliche Psyche durchlebt also schattengleiche Lebensform und erkennt ihr höheres Selbst. Eine Deutung von der männlichen Psyche aus müsste dagegen eine leidensreiche Suche der Seele nach dem Selbst annehmen. Nach Ulla Wittmann ist der König mit dem krummen Spitzbart ein Animus mit unbewusstem Intellekt. Das Märchen zeige, dass man erst verlieren muss, was bewusst werden soll, wie beim verlorenen Paradies, Wolfgang Borcherts Kurzgeschichte Die Küchenuhr, Parzivals erster Begegnung mit dem Gralskönig. Erhard Lanzerath meint, die Prinzessin verehrt ihren Vater so, dass sie ganz den Maßstab für die Beurteilung von Menschen verloren hat, Drosselbart erniedrigt sich zum Spielmann, um ihr Herz auf dem Umweg zu erreichen. Martin Bomhardt vergleicht das Märchen mit Platin. Wilhelm Salber sieht Spannungen zwischen Erhaltung und erst für unmöglich gehaltener Wandlung, was sich strafend aneinander rächt. Der Psychotherapeut Jobst Finke sieht auch eine Deutungsmöglichkeit als sadomasochistische Paarbeziehung (nach Willi), die relativ stabil sein kann, sobald einer resigniert, wobei der andere sich immer wieder von dessen Unterwerfung überzeugen muss. Regina Kämmerer versteht die Handlung als heilenden Prozess.

## Rezeptionen

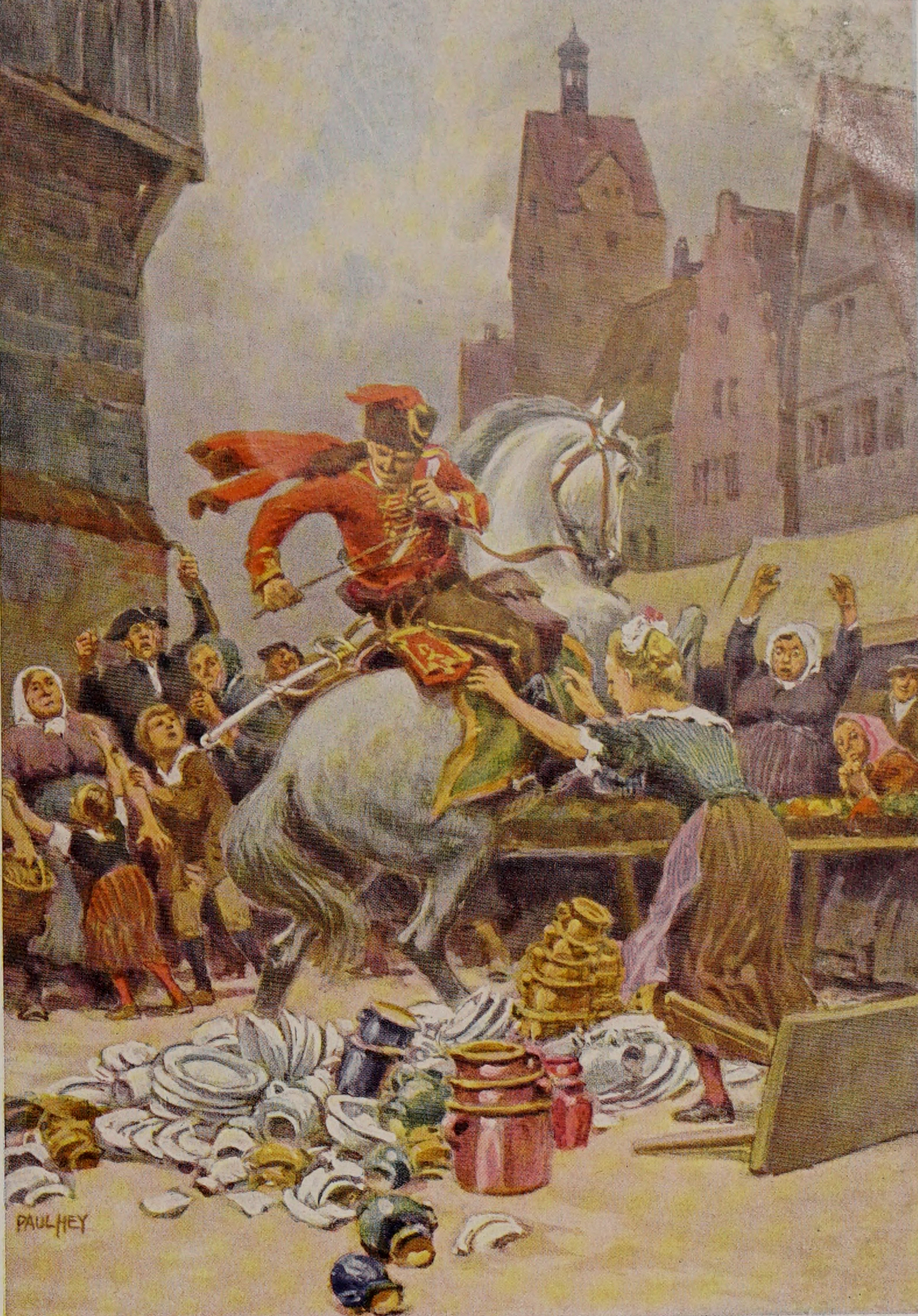
Illustration von Paul Hey, 1939

Vgl. in Ludwig Bechsteins Deutsches Märchenbuch am ehesten Vom Zornbraten, Vom Königssohn, der noch zu jung zum Heiraten sein sollte in Ulrich Jahns Volksmärchen aus Pommern und Rügen, Nr. 12. In einem holsteinischen Märchen bei Wilhelm Wisser ist König Drosselbart der Alte Fritz. In Janoschs Parodie brennt sie mit Drosselbarts Sohn durch, bis die Freiheit anstrengt, sie erkennen sich und sind zusammen reich. Der Satz „Ach, hätt‘ ich genommen den König Drosselbart“ ist in Svende Merians gleichnamigem Roman der Seufzer der Frau über vergangene Entscheidungen. Eine Version des Märchens erscheint in David Drakes Fantasyroman Servant of the Dragon (1999) und in Bill Willingham Comic Fables (ab 2002). Ein Manga zu König Drosselbart erschien 2012 von Mikiko Ponczeck.

## Theaterbearbeitungen

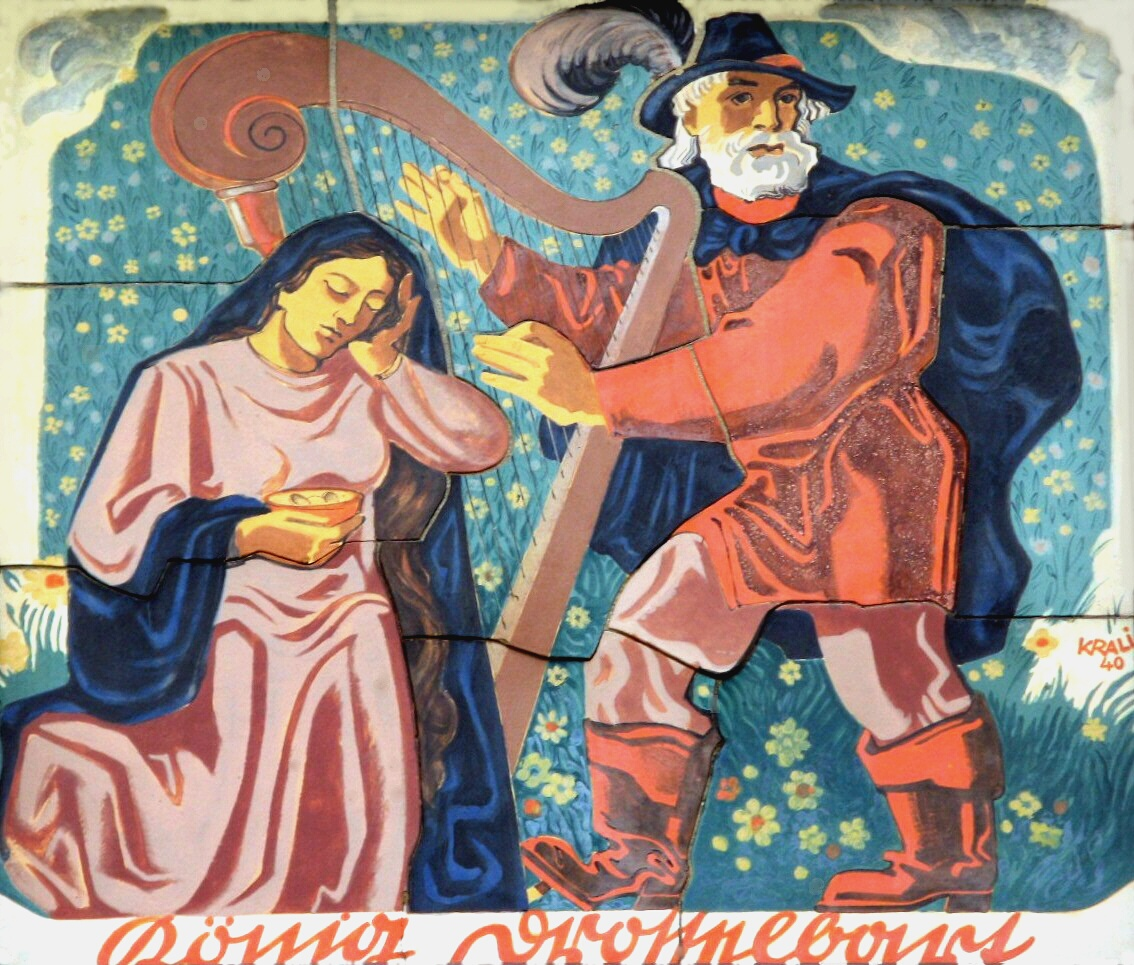
Wiener Hausfassade

Brüder Grimm Festspiele Hanau: König Drosselbart als Musical, Uraufführung 10. Mai 2008, Musik von Alexander S. Bermange, Buch und Liedtexte von Wolfgang Adenberg, Regie: Marc Urquhart. Auch 2013 und 2002 war König Drosselbart dort im Programm. Am 31. Dezember 1899 wurde am Königlichen Opernhaus in Berlin die Oper König Drosselbart uraufgeführt. Das Libretto von Axel Delmar wurde von Gustav Kulenkampff vertont.

## Verfilmungen
- 1929: König Drosselbart. Ein Märchen in sechs Akten für kleine und große Menschen nach den Brüdern Grimm, Deutschland, Spielfilm, 82 min., Regie: Alf Zengerling, mit Friedrich Berger / Sonja Helleis.[25]
- 1954: König Drosselbart, BRD, Spielfilm, 74 min., Regie: Herbert B. Fredersdorf, mit Ottokar Runze / Gisela Fritsch.
- 1956: König Drosselbart, DDR, DEFA-Animationsfilm (Silhouettenfilm), 23 min., Regie: Bruno J. Böttge.[26]
- 1962: König Drosselbart, BRD, Spielfilm, 81 min., Regie: Fritz Genschow, mit Felix Grimm / Henriette Gonnermann.
- 1965: König Drosselbart, DDR, DEFA-Märchenfilm, Spielfilm, 74 min., Regie: Walter Beck, der auch zusammen mit Günter Kaltofen das Drehbuch schrieb., mit Manfred Krug und Karin Ugowski.
- 1972: König Drosselbart, DDR, Fernsehfilm, 72 min., Regie: Horst Hawemann, mit Peter Ensikat, Petra Kelling, Eugen Eschner.[27]
- 1976: König Drosselbart, Schweiz, Spielfilm, 27 min., Regie: Rudolf Jugert, mit Thomas Astan / Renate Pichler.
- 1984: König Drosselbart (Král Drozdia Brada), BRD/ČSSR, Spielfilm, 98 min., Regie: Miroslav Luther, mit Adriana Tarábková und Maria Schell.
- 1987: Gurimu Meisaku Gekijō, japanische Zeichentrickserie, Folge 20: König Drosselbart, 25 min.
- 1999: SimsalaGrimm, deutsche Zeichentrickserie, Staffel 1, Folge 9: König Drosselbart, 25 min.
- 2006: König Drosselbart – Die Schöne und das Biest, Filmkomödie aus Die ProSieben Märchenstunde (BRD/Österreich), 45 min.
- 2008: König Drosselbart, Märchenfilm aus der 1. Staffel der ARD-Reihe Sechs auf einen Streich, BRD, 59 min., Regie: Sibylle Tafel, mit Jasmin Schwiers und Ken Duken.